# 1297 (szám)
Az 1297 (római számmal: MCCXCVII) az 1296 és 1298 között található természetes szám.

## A szám a matematikában
A tízes számrendszerbeli 1297-es a kettes számrendszerben 10100010001, a nyolcas számrendszerben 2421, a tizenhatos számrendszerben 511 alakban írható fel.
Az 1297 páratlan szám, prímszám. Kanonikus alakja 12971, normálalakban az 1,297 · 103 szorzattal írható fel. Két osztója van a természetes számok halmazán, ezek növekvő sorrendben: 1 és 1297.
Az 1297 ötvenhárom szám valódiosztó-összegeként áll elő, ezek közül legkisebb a 2847.

## Csillagászat
- 1297 Quadea kisbolygó